# Termini (metropolitana di Roma)
Termini è una stazione delle linee A e B della metropolitana di Roma.

## Storia
I lavori di costruzione cominciarono nel 1938-'39 e proseguirono dopo la fine della guerra.
Quando fu inaugurata, il 9 febbraio 1955, Termini era il capolinea dell'unico tratto di linea metropolitana di Roma, che collegava la stazione ferroviaria con il quartiere EUR. Facevano capolinea a Termini anche i treni diretti al Lido di Ostia, l'attuale Ferrovia Roma-Lido, con frequenza di due convogli ogni ora. All'epoca i binari dell'attuale stazione della linea B erano dedicati uno per la metropolitana Termini-Laurentina, attualmente banchina in direzione Laurentina, l'altro per i rapidi Termini-Lido. Lo smistamento dei treni era regolato da due scambi posti dove oggi termina la stazione, lato Cavour, e controllati da una sala comandi (poi demolita) posta vicino alla banchina in direzione Laurentina.
Nel febbraio 1980 divenne il nodo di scambio con la nuova linea A. Il capolinea di allora della linea B subì modifiche: proprio sopra la linea A venne creato uno spazio per la linea B (oggi occupato dalle banchine nuove in direzione Cavour) ed ancora più sopra da un nuovo atrio di ingresso.
Dal 1987 i treni da Ostia non raggiungono più Termini, bensì terminano la corsa alla stazione Porta San Paolo, adiacente alla fermata Piramide.
Pochi anni dopo, nel 1990, aprì al pubblico il prolungamento della linea B fino a Rebibbia. Ciò comportò lo spostamento di alcuni metri delle banchine verso la stazione Cavour, in quanto la costruzione delle nuove gallerie dovette avvenire a maggiore profondità rispetto al resto della linea. Tutt'oggi è possibile osservare parte della stazione originaria guardando in direzione Rebibbia, al termine delle attuali banchine.

### Ammodernamento delle stazioni
I lavori di rifacimento e ammodernamento del nodo di Termini tra il 2010 ed il 2013 hanno riguardato:
- la riorganizzazione dei percorsi di scambio tra le linee A e B;
- il rinnovo delle finiture;
- l'adeguamento dell'impianto antincendio, non ancora a norma di legge;
- il miglioramento dell'accessibilità mediante installazione di nuovi ascensori e scale mobili.

Il progetto comprendeva anche la sistemazione e la regolarizzazione della planimetria di piazza dei Cinquecento, nonché la riallocazione delle strisce pedonali perpendicolari alle corsie di arresto degli autobus. Nel progetto era previsto anche l'abbattimento e la ricostruzione del manufatto di accesso alla metro B situato sulla piazza, mentre i lavori si sono limitati ad una ristrutturazione. Il costo complessivo venne stimato in 63 milioni di euro.

## Interscambi
La fermata è collegata alla stazione ferroviaria e permette quindi interscambi con i treni regionali e suburbani e con i treni nazionali di Trenitalia e Italo-NTV. È inoltre servita da due linee tranviarie, un filobus e numerose linee di autobus urbani gestiti da ATAC; poco distante su via Giolitti sorge il capolinea della ferrovia Roma-Giardinetti, Roma Laziali. La fermata è inoltre collegata con gli aeroporti di Fiumicino e Ciampino tramite vari servizi di autobus navetta.
- Stazione ferroviaria (     Roma Termini)
- Stazione ferroviaria (Roma Laziali)
- Fermata tram (Termini, linee 5 e 14)
- Fermata filobus (Termini, linea 90)
- Fermata autobus ATAC e navette per gli aeroporti
- Stazione taxi

## Servizi
La stazione della linea A si trova ad un livello inferiore rispetto a quella della linea B ed è collegata ad essa tramite scale interne; non è quindi necessario uscire dai varchi per passare da una linea all'altra. Sono presenti due collegamenti tra le linee (in salita e in uscita), mentre ne è presente uno solo dalla B alla A (in entrata e in discesa).
La stazione, che è dotata di un impianto di videosorveglianza e di un parcheggio d'interscambio, è inoltre accessibile ai portatori di disabilità.
- Biglietteria a sportello
- Biglietteria automatica
- Servizi igienici

## Galleria d'immagini

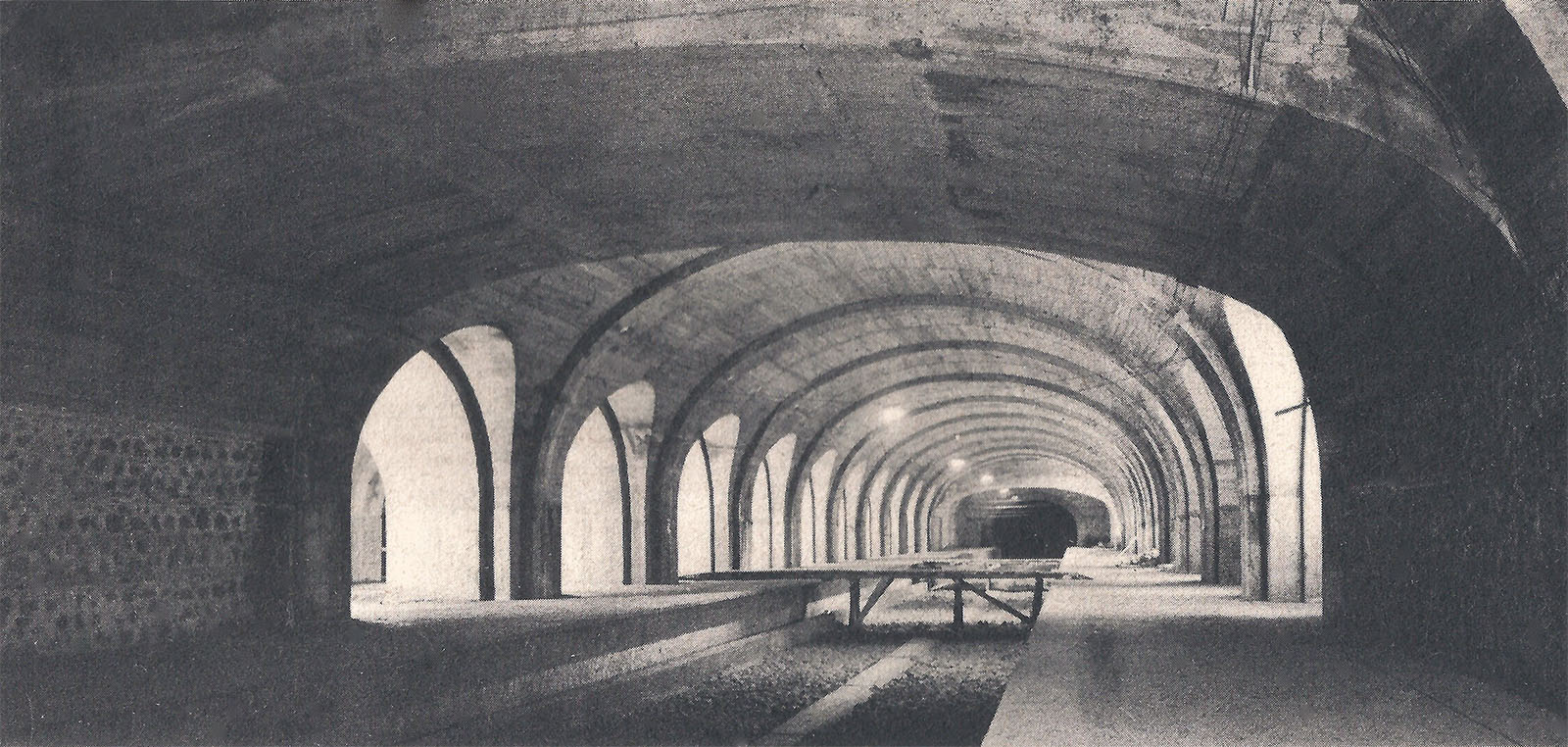
L'odierna stazione B in costruzione nel 1940
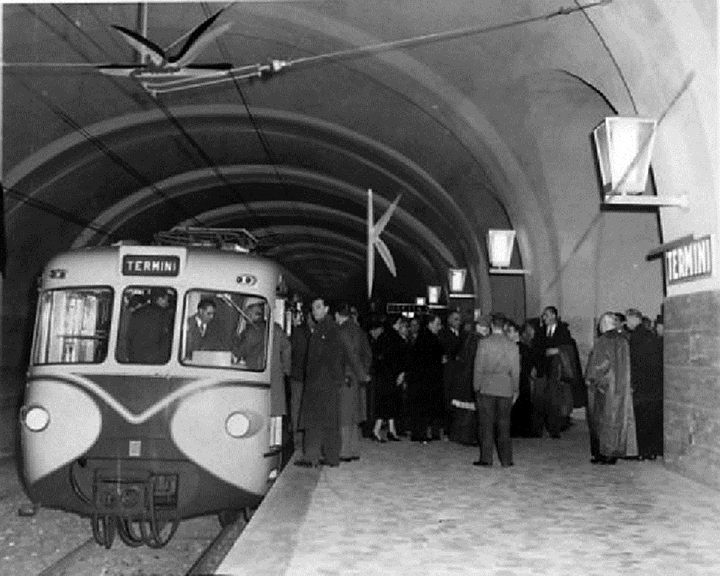
Inaugurazione dell'odierna stazione B, il 9 febbraio 1955
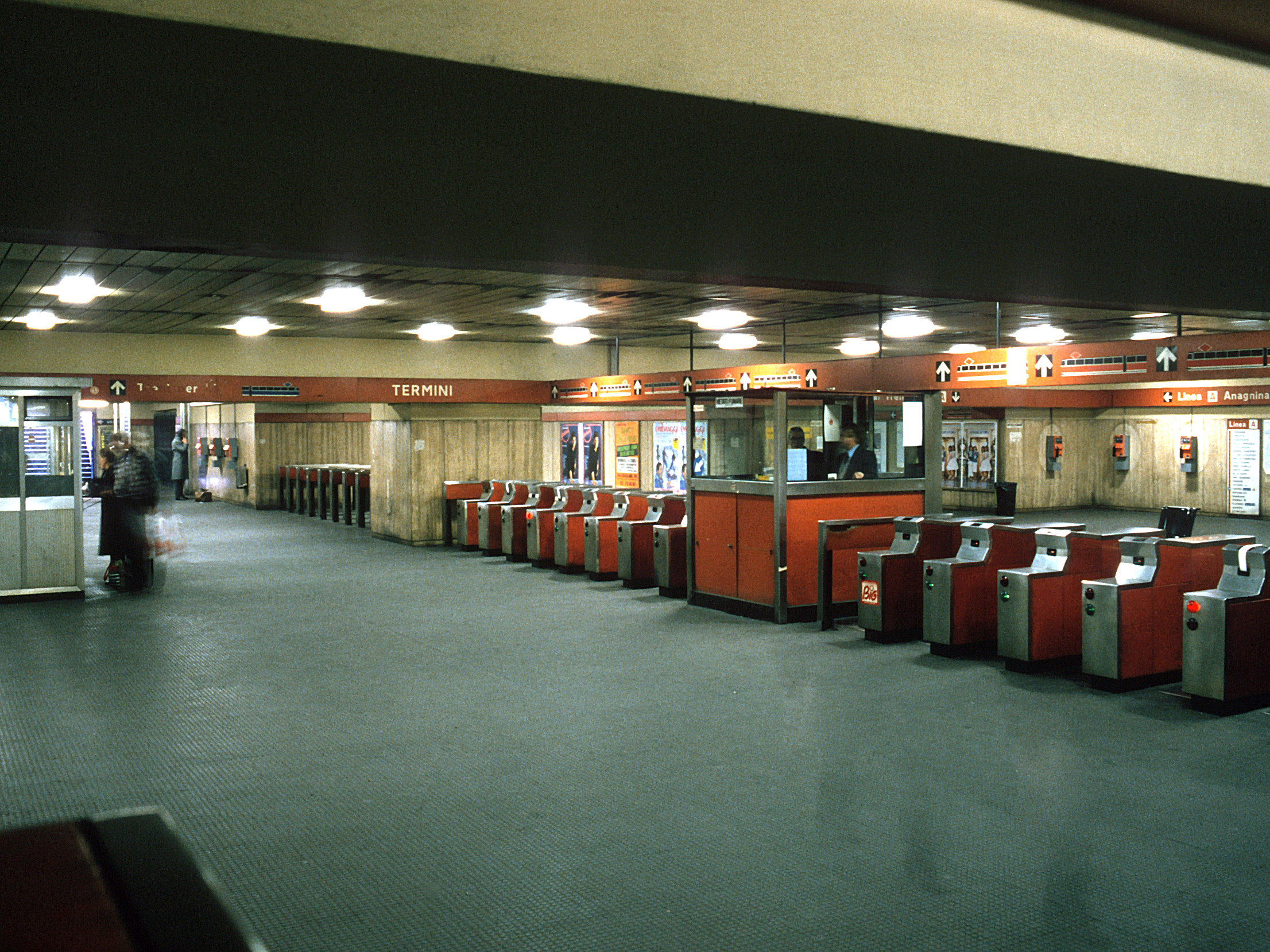
L'entrata nel gennaio 1989
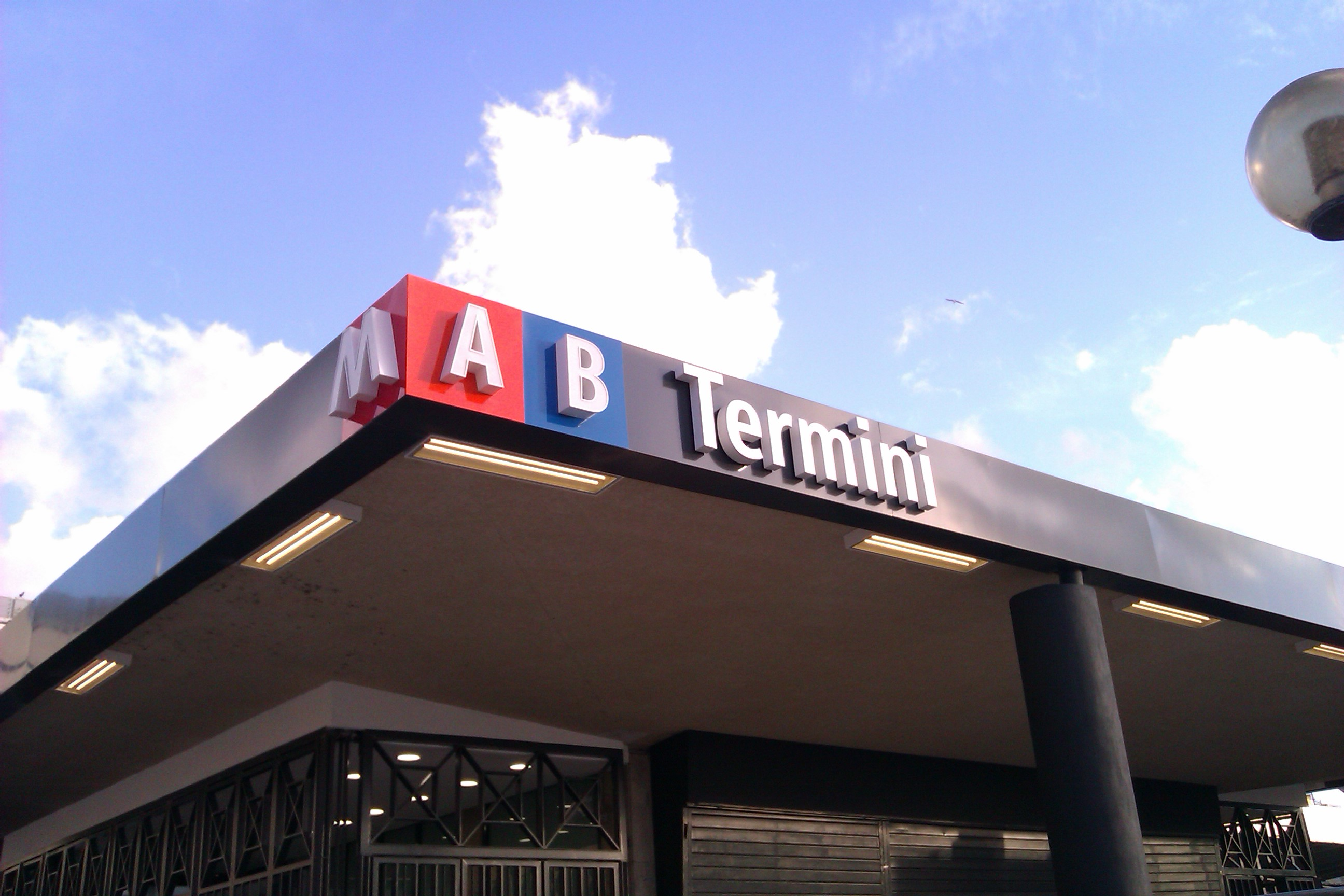
Ingresso alla stazione da Piazza dei Cinquecento
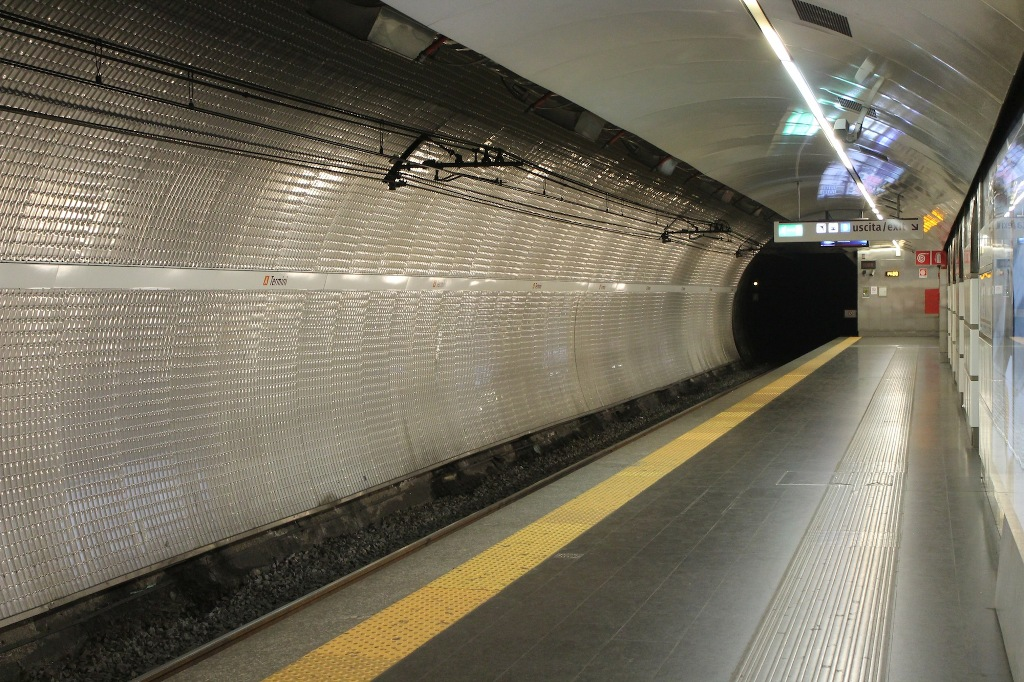
Il piano banchina della stazione A